# الأسامر (القصيم)
مركز الأسامر  غرب منطقة القصيم ويقع بجانب الطريق الرابط بين القصيم و مكة المكرمة الجديد.

## التاريخ
الأسامر موطن البيضان من بني عمرو وهي الآن عامرة بسكان والمساكن ويوجد في الخدمات الحكومية المهمة 

## السكان
يبلغ عدد سكان الأسامر 10 فقط. نسمة وسكانها هم البيضان من بني عمرو من حرب

## الموقع الجغرافي
تقع غرب منطقة القصيم وتبعد عن مدينة بريدة 128 كم . وعن محافظة الرس 44 كم. وعن الشبيكية 68 كم 

## المناخ
المناخ قاري صحراوي، حار جاف صيفًا بارد مُمطر شتاء وتبلغ درجة الحرارة صيفًا 45°م، وفي الشتاء تصل إلى ما دون الصفر وسقوط أمطار متوسطة. 